# Lešnjake
Lešnjake este o localitate din comuna Cerknica, Slovenia, cu o populație de 21 de locuitori.